# Колонж ле Премијер
Колонж ле Премијер (фр. Collonges-lès-Premières) насеље је и општина у источном делу централне Француске у региону Бургоња, у департману Златна обала која припада префектури Дижон.
По подацима из 2011. године у општини је живело 768 становника, а густина насељености је износила 81,53 становника/km². Општина се простире на површини од 9,42 km². Налази се на средњој надморској висини од 195 метара (максималној 227 m, а минималној 192 m).

## Демографија
| 1962. | 1968. | 1975. | 1982. | 1990. | 1999. | 2011. |
| ----- | ----- | ----- | ----- | ----- | ----- | ----- |
| 326   | 335   | 306   | 427   | 655   | 663   | 768   |

График промене броја становника у току последњих година